# Castelos de Augustusburg e de Falkenlust em Brühl

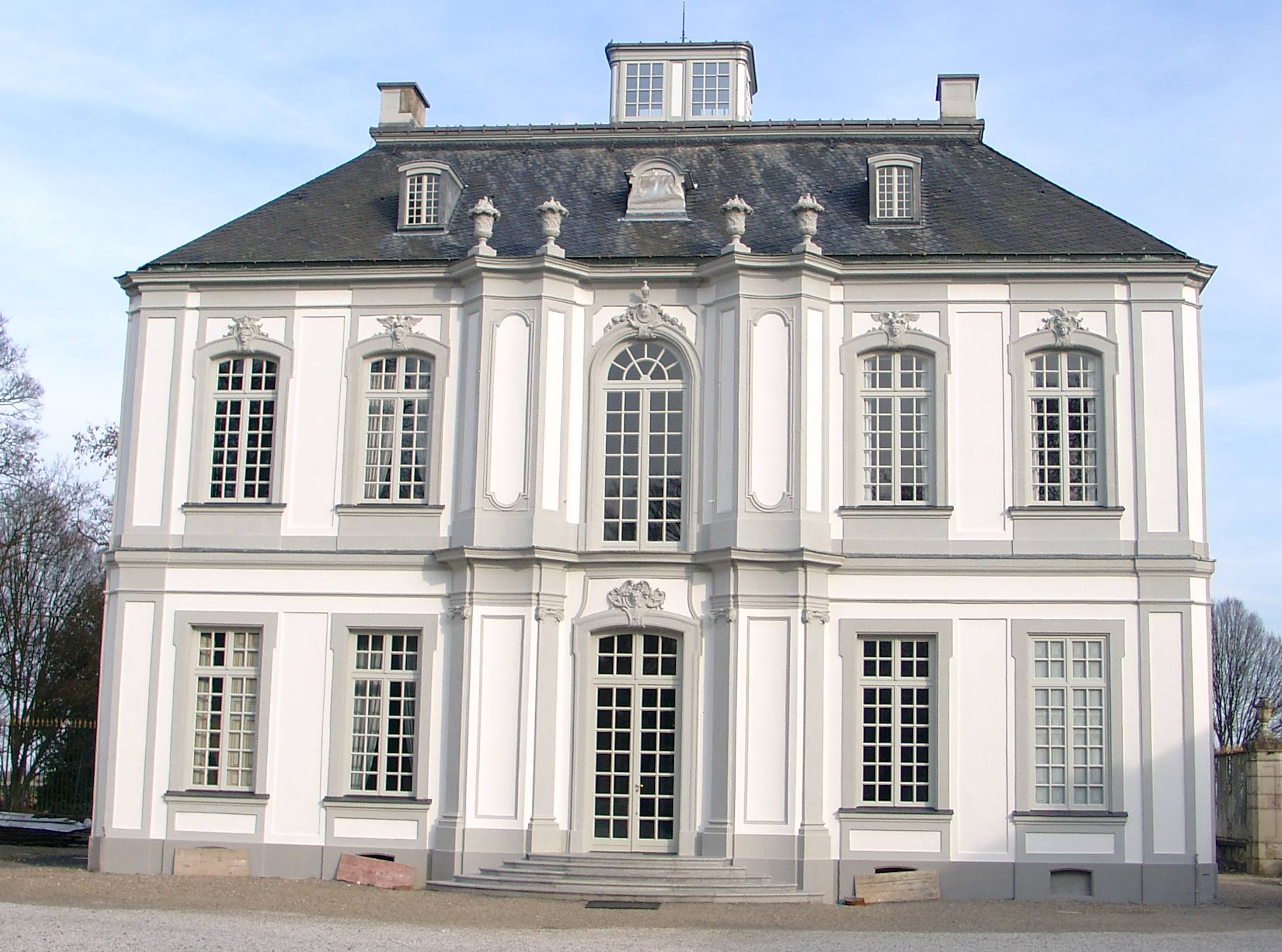
Schloss Falkenlust.

Os Palácios de Augustusburg e Falkenlust formam um complexo histórico de edifícios em Brühl, Renânia do Norte-Vestfália, Alemanha. Os edifícios estão ligados pelos amplos jardins e árvores do Schlosspark. Construídos no início do século XVIII, os palácios e jardins adjacentes são considerados obras-primas da arquitetura rococó inicial e estão classificados como Património Cultural da UNESCO desde 1984. O Palácio de Augustusburg (em alemão: Schloss Augustusburg) e os seus parques servem também de local para os Concertos do Palácio de Brühl. É classificado como Património Cultural da Humanidade pela UNESCO desde 1984.

## História
O Castelo de Augustusburg foi construído sobre as fundações de um castelo medieval em 1725. Foi planeado e financiado pelo Arcebispo-Eleitor do Colónia, Clemens August da Baviera da família Wittelsbach, e projetado pelos arquitetos Johann Conrad Schlaun e François de Cuvilliés. Pouco depois, François de Cuvilliés desenhou o Falkenlust pavilhão de caça a sudeste para Clemens August praticar falcoaria, e o pavilhão foi construído entre 1729 e 1740.
Os elaborados jardins que rodeiam o palácio de Augustusburg foram projetados por Dominique Girard. Um elaborado parterre para uma área a sul dos palácios foi também concebido, mas foi reestruturado por Peter Joseph Lenné no século XIX e transformado num jardim paisagístico. As tentativas de renovação da área têm-se revelado difíceis devido à fraca disponibilidade de materiais de origem.
Desde logo após a Segunda Guerra Mundial até 1994, Augustusburg foi utilizado como salão de receção para convidados de Estado pelo Presidente alemão, pois não fica longe de Bonn, que era a capital da República Federal da Alemanha naquela época.

## Descrição
O complexo palaciano é composto pelo Palácio de Augustusburg e pela estalagem mais pequena, Falkenlust, a cerca de 1,6 km a sudeste. O bloco principal do Palácio de Augustusburg é um edifício em forma de U, com três pisos principais e dois níveis de sótãos. As três alas são feitas de tijolos com reboco bruto. Duas laranjeiras contíguas ao edifício principal nos lados norte e sul. A magnífica escadaria principal foi concebida por Johann Balthasar Neumann e feita de mármore ornamentado, jaspe e estuque. O jardim principal, directamente a sul do Palácio de Augustusburg, é um complexo parterre, semelhante a um bordado, com quatro fontes e um espelho de água, ladeado por ruelas ladeadas por tílias. Um caminho corre diagonalmente para sul deste jardim até à hospedaria Falkenlust.
O pavilhão Falkenlust foi construído no estilo de uma casa de campo, inspirando-se no pavilhão de caça de Amalienburg no parque do Palácio de Nymphenburg. O edifício principal tem dois andares, ladeado por dois edifícios térreos que albergavam os falcões do príncipe-eleitor. No rés-do-chão, existe um salão oval.
O conjunto classificado é constituído:
- pelo Schloss Augustusburg (Palácio Augustusburg);
- pelo Schloss Falkenlust (Palácio Falkenlust);
- e pelo parque que rodeia ambos.